# Lista över svenskar som vunnit Stanley Cup
Detta är en lista över svenskar som vunnit Stanley Cup. Genom åren har (2022) 42 svenskar fått lyfta den åtråvärda bucklan. Alla nyblivna Stanley Cup-mästare får under den efterföljande sommaren ha den åtråvärda trofén hos sig under 24 timmar. Detta innebär att trofén, när det finns svenska spelare i mästarlaget, kan komma på visit i Sverige. Tampa Bay-spelaren Fredrik Modin fick till exempel låna hem bucklan den 26 juli 2004.

## Listans avgränsning
Den i Sverige födde Bob Nystrom brukar inte räknas med i statistiken över svenskar som vunnit Stanley Cup beroende på att han spelade under kanadensiskt medborgarskap. Han vann Stanley Cup fyra gånger, säsongerna 1979/1980, 1980/1981, 1981/1982 och 1982/1983. Christian Berglund vann Stanley Cup 2002/2003, men fick inte sitt namn ingraverat i pokalen, då han spelade för få matcher i grundserien med New Jersey Devils. 

## 4 gånger
- Tomas Holmström 1996/1997, 1997/1998, 2001/2002, 2007/2008[6]
- Nicklas Lidström 1996/1997, 1997/1998, 2001/2002, 2007/2008[6]
- Anders Kallur 1979/1980, 1980/1981, 1981/1982, 1982/1983[6]
- Stefan Persson 1979/1980, 1980/1981, 1981/1982, 1982/1983[6]

## 3 gånger
- Niklas Hjalmarsson 2009/2010, 2012/2013, 2014/2015[6]

## 2 gånger
- Gustav Forsling 2023/2024, 2024/2025
- Victor Hedman 2019/2020, 2020/2021
- André Burakovsky 2017/2018, 2021/2022
- Oskar Sundqvist 2015/2016, 2018/2019
- Carl Hagelin 2015/2016, 2016/2017
- Patric Hörnqvist 2015/2016, 2016/2017
- Marcus Krüger 2012/2013, 2014/2015
- Johnny Oduya 2012/2013, 2014/2015[6]
- Tommy Albelin 1994/1995, 2002/2003[6]
- Peter Forsberg 1995/1996, 2000/2001[6]
- Ulf Samuelsson 1990/1991, 1991/1992[6]
- Willy Lindström 1983/1984, 1984/1985[6]
- Tomas Jonsson 1981/1982, 1982/1983[6]

## 1 gång
| - Jesper Boqvist 2024/2025 - Oliver Ekman Larsson 2023/2024 - Kevin Stenlund 2023/2024 - William Karlsson 2022/2023 - Gabriel Landeskog 2021/2022 - Carl Gunnarsson 2018/2019 - Alexander Steen 2018/2019 - Nicklas Bäckström 2017/2018 - Christian Djoos 2017/2018 - Joakim Nordström 2014/2015 - David Rundblad 2014/2015 - Viktor Stålberg 2012/2013 - Johan Franzén 2007/2008 - Niklas Kronwall 2007/2008 - Andreas Lilja 2007/2008 | - Mikael Samuelsson 2007/2008 - Henrik Zetterberg 2007/2008 - Samuel Påhlsson 2006/2007 - Niclas Wallin 2005/2006 - Fredrik Modin 2003/2004 - Fredrik Olausson 2001/2002 - Anders Eriksson 1997/1998 - Tomas Sandström 1996/1997 - Kjell Samuelsson 1991/1992 - Håkan Loob 1988/1989 - Kent Nilsson 1986/1987 - Kjell Dahlin 1985/1986 - Mats Näslund 1985/1986 - Mats Hallin 1982/1983 |

## Lista per säsong
| Säsong    | Spelare              | Klubb                |
| --------- | -------------------- | -------------------- |
| 2024/2025 | Gustav Forsling      | Florida Panthers     |
|           | Jesper Boqvist       |                      |
| 2023/2024 | Oliver Ekman Larsson | Florida Panthers     |
|           | Gustav Forsling      |                      |
|           | Kevin Stenlund       |                      |
| 2022/2023 | William Karlsson     | Vegas Golden Knights |
| 2021/2022 | Gabriel Landeskog    | Colorado Avalanche   |
|           | André Burakovsky     |                      |
| 2020/2021 | Victor Hedman        | Tampa Bay Lightning  |
| 2019/2020 | Victor Hedman        | Tampa Bay Lightning  |
| 2018/2019 | Carl Gunnarsson      | St. Louis Blues      |
|           | Alexander Steen      |                      |
|           | Oskar Sundqvist      |                      |
| 2017/2018 | André Burakovsky     | Washington Capitals  |
|           | Nicklas Bäckström    |                      |
|           | Christian Djoos      |                      |
| 2016/2017 | Carl Hagelin         | Pittsburgh Penguins  |
|           | Patric Hörnqvist     |                      |
| 2015/2016 | Carl Hagelin         | Pittsburgh Penguins  |
|           | Patric Hörnqvist     |                      |
|           | Oskar Sundqvist      |                      |
| 2014/2015 | Niklas Hjalmarsson   | Chicago Blackhawks   |
|           | Marcus Krüger        |                      |
|           | Joakim Nordström     |                      |
|           | Johnny Oduya         |                      |
|           | David Rundblad       |                      |
| 2012/2013 | Niklas Hjalmarsson   | Chicago Blackhawks   |
|           | Marcus Krüger        |                      |
|           | Johnny Oduya         |                      |
|           | Viktor Stålberg      |                      |
| 2009/2010 | Niklas Hjalmarsson   | Chicago Blackhawks   |
| 2007/2008 | Johan Franzén        | Detroit Red Wings    |
|           | Tomas Holmström      |                      |
|           | Niklas Kronwall      |                      |
|           | Nicklas Lidström     |                      |
|           | Andreas Lilja        |                      |
|           | Mikael Samuelsson    |                      |
|           | Henrik Zetterberg    |                      |
| 2006/2007 | Samuel Påhlsson      | Anaheim Ducks        |
| 2005/2006 | Niclas Wallin        | Carolina Hurricanes  |
| 2003/2004 | Fredrik Modin        | Tampa Bay Lightning  |
| 2002/2003 | Tommy Albelin        | New Jersey Devils    |
| 2001/2002 | Tomas Holmström      | Detroit Red Wings    |
|           | Nicklas Lidström     |                      |
|           | Fredrik Olausson     |                      |
| 2000/2001 | Peter Forsberg       | Colorado Avalanche   |
| 1997/1998 | Anders Eriksson      | Detroit Red Wings    |
|           | Tomas Holmström      |                      |
|           | Nicklas Lidström     |                      |
| 1996/1997 | Tomas Holmström      | Detroit Red Wings    |
|           | Nicklas Lidström     |                      |
|           | Tomas Sandström      |                      |
| 1995/1996 | Peter Forsberg       | Colorado Avalanche   |
| 1994/1995 | Tommy Albelin        | New Jersey Devils    |
| 1991/1992 | Kjell Samuelsson     | Pittsburgh Penguins  |
|           | Ulf Samuelsson       |                      |
| 1990/1991 | Ulf Samuelsson       | Pittsburgh Penguins  |
| 1988/1989 | Håkan Loob           | Calgary Flames       |
| 1986/1987 | Kent Nilsson         | Edmonton Oilers      |
| 1985/1986 | Kjell Dahlin         | Montreal Canadiens   |
|           | Mats Näslund         |                      |
| 1984/1985 | Willy Lindström      | Edmonton Oilers      |
| 1983/1984 | Willy Lindström      | Edmonton Oilers      |
| 1982/1983 | Mats Hallin          | New York Islanders   |
|           | Tomas Jonsson        |                      |
|           | Anders Kallur        |                      |
|           | Stefan Persson       |                      |
| 1981/1982 | Tomas Jonsson        | New York Islanders   |
|           | Anders Kallur        |                      |
|           | Stefan Persson       |                      |
| 1980/1981 | Anders Kallur        | New York Islanders   |
|           | Stefan Persson       |                      |
| 1979/1980 | Anders Kallur        | New York Islanders   |
|           | Stefan Persson       |                      |

I listan ovan kallas alla omnämnda spelare för Svenska Stanley Cup-vinnare. Dock har alla dessa spelare inte nödvändigtvis erhållit Stanley Cup-ringen som det finns särskilda kriterier för.